# 일아바슈섬

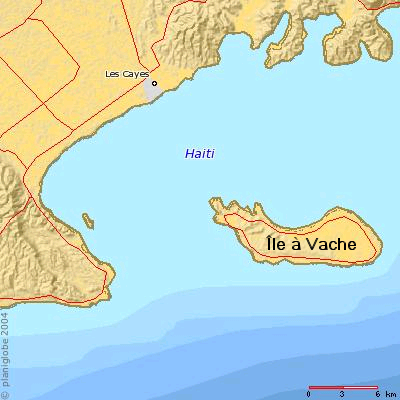
일아바슈 섬의 위치

일아바슈섬(아이티어: Lilavach il, 프랑스어: Île-à-Vache)는 아이티 서남부에 있는 작은 섬이다. 아이티 본토에서 가장 가까운 곳은 오카이 마을이다. 행정구역으로는 남부 주에 속한다. 인구는 10,000명에서 15,000명 가량으로 추산된다. 관광객을 위한 리조트 지가 마련되어 있다. 섬의 이름은 소의 섬이란 뜻이다.

## 역사
1863년 미국 남북 전쟁 당시에 섬의 소유주였던 버나드 콕이 미국의 해방 노예들의 정착지로서 이 곳을 제공하였다. 링컨 대통령은 이곳의 개발에 관심을 보였으나 자금지원이 원활하게 이루어지지 않아 실패하였다.